# ビッグシューター
ビッグシューターは、1986年に平和工業（現、平和）が開発、発売した役物デザインに宇宙遊泳をモチーフとした羽根モノパチンコ機。および後継シリーズ。

## 概要
入賞球を役物内に貯留させることでVゾーンへの再入賞を容易にさせる、というゲーム性を最初に取り入れた機種。登場後、打ち手より圧倒的な支持を受け、当時は本機を設置していないホールを探すほうが難しいといわれるまでの大ヒット機種となる。
本機のヒットにより、羽根モノタイプにおいて役物内に貯留機能を採用し、Vゾーンへの入賞をサポートするという発想は、他メーカーも含めて以降の機種に多大な影響を与えており、羽根モノの革命を起こした機種といっても過言ではない。
本機はその後も幾度かのモデルチェンジを経て、羽根モノとしては2014年現在までリリースされ続けている。

## 主なシリーズ
- 『ビッグシューター』（1986年）
  - セル画デザインの違いにより5種類以上あるが、うち後期に登場した一部は役物の性質が若干異なり、V入賞率が高い
  - 賞球数 13 大当たり最高継続 8R10C
- 『ミラクルシューター』（1987年）
  - 本機名称の「シューター」を引き継ぐ派生機で、役物に横回転式のローターではなく、複数の穴があいた球体が宇宙ゴマの動作原理を用いたような回転動作を行う点や、貯留機能が採用されていないなど、ゲーム性はかなり異なる
  - 賞球数 13 大当たり最高継続 8R10C
- 『ビッグシューターIII』（1989年）
  - 音楽がリニューアルされ、役物は外見上ほぼ同一であるが性質が異なる
  - 上段では玉が中央に集まりやすくローターが正面を向いたときにV入賞するのが王道パターン
  - 初代の「斜め横から入って下段に落ちてV」というパターンは減り、下段でVを逸れることが多い傾向がある
  - V入賞率としては初代と比較すると高めである
  - 賞球数 13 大当たり最高継続 8R9C
- 『ゴールデンクロス』（1989年）
  - 役物はビッグシューターと酷似しているが、一部構造やローターの動作が変更されており、通常時に穴を手前に向けて一旦停止するような動作をする。初代で最大の「ウリ」だった貯留機能はなく、大当たり中は上段ステージ奥左右に流れた（本来はハズレとなる）玉が下段ステージ奥から軌道を変えてV入賞をサポートする構造
  - 賞球数 13 大当たり最高継続 8R9C
- 『ニュービッグシューター』（1992年）
  - 初代ビッグシューター（低V入賞率版）とほぼ同一規格の役物、サウンドを採用
  - 賞球数 7&13 大当たり最高継続 15R10C
- 『ビッグシューター8』（1992年）
  - 初代ビッグシューター（低V入賞率版）とほぼ同一規格の役物、サウンドを採用
  - 賞球数 7&13 大当たり最高継続 8R10C
- 『CRビッグシューターK』（2002年）
  - 賞球数 5&8&10 大当たり最高継続 8R10C 継続タイプ。役物内真ん中に1個だけ玉を貯留し、V入賞で大当たり継続だが、晩年の台は玉を解除してもVを外したり、解除しても玉が出ない事があり、そのままパンクする事も多く見られた。
- 『ビッグシューターV』（2002年）
  - 賞球数 5&8&10 大当たり最高継続 8R10C
- 『CRAビッグシューター』（2007年）
  - 『ビッグシューター』シリーズで、初めてラウンド振り分けを採用（自力継続は無し）。大当たり中は下部アタッカーで消化する。
  - ローターの動きが変更され、『ゴールデンクロス』同様ローターが穴を手前に向けて一旦停止する。
  - 賞球数 5&10
  - 5R（4/10）、8R（3/10）、16R（3/10）9C
- 『CRAビッグシューターV』（2007年）
  - 賞球数 5&10
  - 貯留機能はなく、大当たり中は下部アタッカーで消化する。
  - 5R（4/10）、8R（3/10）、16R（3/10）9C
- 『CRAネオビッグシューター』（2010年、アムテックス）
  - 自力継続のゲーム性が復活。V入賞後も10個入賞か18回羽根開放までラウンドは継続する。
  - 賞球数 5&10 大当たり最高継続 12R10C（初回V入賞が1R目となるので実質は11R）
- 『CRAビッグシューターX』（2013年、アムテックス）
  - ゲーム性は2007年に発売した機種と同様でラウンド振り分けタイプとなっている。
  - ローターの動きが変更され、初代同様常時反時計回りとなった。
  - 賞球数 5&10
  - 3R（1/3）、7R（1/3）、16R（1/3）8C
- 『CRAビッグシューターXDS』（2013年、アムテックス）
  - 上記「X」のスペック違いでゲーム内容は同じ。
  - 賞球数 7&8
  - 4R（1/3）、8R（1/3）、16R（1/3）8C
- 『CRAビッグシューターゼロ』（2014年、アムテックス）
  - ゲーム性は自力継続のゲーム性（最大継続9ラウンド）と12ラウンド完走型の２種類があり、大当たりの際に振り分け抽選を行うようになっている。
  - ローターの動きは2010年同様で通常時はローターが穴を手前に向けて停止していて、スタートチャッカー入賞で回転する。
  - 賞球数 5&10&15
  - 大当たり最高継続 9R10C（85/100）、12R（15/100）10C

## 関連商品
- 『銀玉親方の実戦パチンコ必勝法』（1995年2月17日、サミー工業、スーパーファミコン用ゲームソフト）
  - 『ニュービッグシューター』を収録。

## ゲーム機
- オンラインゲームサイト『777town.net』にてニュービッグシューターがプレイ可能である。
- 携帯サイト『平和アプリDX』にてプレイが可能である。